# Cissus teysmannii
Cissus teysmannii är en vinväxtart som beskrevs av Friedrich Anton Wilhelm Miquel. Cissus teysmannii ingår i släktet Cissus och familjen vinväxter. Inga underarter finns listade i Catalogue of Life.